# Калифорнийская кунья акула
Калифорнийская кунья акула  (лат. Mustelus californicus) — распространённый вид хрящевых рыб рода обыкновенных куньих акул семейства куньих акул отряда кархаринообразных. Обитает в центрально-восточной части Тихого океана. Размножается плацентарным живорождением. Максимальная зафиксированная длина 124 см. Опасности для человека не представляет. Рацион состоит в основном из ракообразных. Мясо этих акул употребляют в пищу. Впервые вид научно описан в 1864 году.

## Ареал
Калифорнийские куньи акулы  обитают в центрально-восточной части Тихого океана. Они распространены у берегов мыса Мендосино, Северная Калифорния, до Масатлана, юго-восточная часть Калифорнийского залива. Эти донные акулы встречаются как у берега, так и в открытом море в тропических тёплых водах на континентальном шельфе и в мелких бухтах. У побережья Калифорнии они обычно держаться на глубине не более 12 м, хотя есть данные о поимке калифорнийских куньих акул на глубине 67 м. На севере Калифорнийского залива они чаще всего встречаются на глубине до 100 м, хотя диапазон глубин обитания данного вида составляет от 6 до 265 м.

## Описание
У калифорнийских куньих акул короткая и узкая голова и довольно стройное тело. Расстояние от кончика морды до основания грудных плавников составляет от 16% до 20% от общей длины тела. Морда вытянутая и тупая. Овальные маленькие глаза вытянуты по горизонтали. По углам короткого рта имеются губные борозды. Короткие, тупые, асимметричные зубы оснащены центральным остриём, дополнительные зубцы отсутствуют. Расстояние между спинными плавниками составляет 17—21% от длины тела.  Грудные плавники среднего размера, длина переднего края составляет 12—15%, а заднего края 7,4—12% от общей длины соответственно. Длина переднего края брюшных плавников составляет 7,1—9,2% от общей длины тела. Высота анального плавника равна 2,3—3,7% от общей длины. Первый спинной плавник больше второго спинного плавника. Его основание расположено позади основания грудных плавников. Основание второго спинного плавника находится перед основанием анального плавника. Анальный плавник меньше обоих спинных плавников.  У края верхней лопасти хвостового плавника имеется вентральная выемка. Окрас ровного серого цвета без отметин.  Максимальный зафиксированный размер 160 см.

## Биология
Под данным из центральной Калифорнии половая зрелость у самцов наступает при достижении длины около 57—65 см. В Северной Калифорнии самцы созревают при длине 72—74 см. Самки становятся половозрелыми при длине 70 см. Возраст наступления зрелости у самцов составляет 1—2,5 года, а у самок 2—3 года. Продолжительность жизни около 9 лет Этот вид размножается плацентарным живорождением, эмбрион также питается желтком. В помёте от 3 до 16 новорожденных. Размножение происходит круглый год, беременность длится около 10—12 месяцев. Длина новорожденных около 20—30 см. Средний репродуктивный возраст 4,6 лет. 
Эти акулы часто собираются в стаи, иногда на мелководье они держаться по соседству с калифорнийскими тройнозубыми акулами.  Рацион в основном составляют ракообразные, в меньшей степени черви и небольшие рыбы. 

## Взаимодействие с человеком
Не представляет опасности для человека. Мясо употребляют в пищу, но ценится оно невысоко. В США эти акулы являются объектом спортивного рыболовства. В Калифорнийском заливе с 1980-х годов калифорнийских куньих акул добывали кустарным способом, а с 1996 года 59 креветочных траулеров получили разрешение на добычу пластиножаберных вне сезона ловли креветок.  В верхней части Калифорнийского залива эти акулы часто становятся объектом промысла с помощью жаберных сетей с марта по июль, особенно, когда мало костистых рыб ценных пород. Молодые акулы, скорее всего, не попадают в сети, т.к. шаг ячеи составляет 4, 6 и 8 дюймов. В этой области за один рейс может быть добыто до 500 кг калифорнийских куньих акул. В северной части Калифорнийского залива добычу пластиножаберных ведут траулеры среднего размера с апреля по июль на глубине до 100 м, а в качестве прилова акулы попадают в сети при ловле креветок с сентября по январь. Согласно Мексиканским официальным стандартным правилам (NOM-029-PESC-2004-2006), регулирующим добычу акул и скатов, рыболовы обязаны использовать весь улов, выбрасывать за борт разрешено только внутренности и головы акул. Международный союз охраны природы присвоил этому виду статус «Вызывающий наименьшие опасения».